# Lac Bardawil
Le lac Bardawil (ou lac d'Al Bardawil, anciennement lac Serbonis) est un grande lagune côtière située en Égypte, au nord de la péninsule du Sinaï. En raison de son isolement partiel de la mer Méditerranée, de l’absence d’apports en eau douce et d’une forte évaporation, le lac présente une eau salée, voire hypersaline.

## Hydrogéographie
Le lagon est peu profond (il atteint une profondeur d'environ 3 mètres), très salé et est séparé de la mer Méditerranée par un étroit banc de sable. Le lac Bardawil fait 90 kilomètres de longueur et 22 kilomètres de largeur à son endroit le plus large. Il couvre une superficie d'environ 700 km2.

## Histoire
Le lac s’appelait lac Sirbonis dans l'Antiquité. Son nom de « Bardawil » est la version arabe du nom de Baudouin, nom de cinq rois latins de Jérusalem. Le lac se situe dans une région qui, dans la période des Croisades, a été disputée entre le territoire du royaume de Jérusalem et l'Égypte.

## Environnement
Le 9 septembre 1988 le lac Bardawil est désigné site Ramsar.